# Gabriela White de Vélez
Gabriela White Ruiz (Frontino, Antioquia, 15 de abril de 1913-25 de junio de 1991) fue una política, líder social y gestora colombiana.

## Biografía
Gabriela fue hija de Guillermo White Uribe y Rosana Ruiz Peláez y prima de Gilberto Vieira. Estudió en la escuela Normal de Institutoras de Antioquia en 1931. Fue cofundadora del Instituto Central Femenino, donde ejerció como docente durante ocho años, enseñaba ciencias sociales y español. 
Fundó el movimiento Nuevo Liberalismo en Antioquia con la visión y con empeño, ayudando a las personas del pueblo a organizarse para resistir 'la violencia de la mitad del siglo XX. Fue artífice del Frente Nacional y una de las primeras mujeres en llegar a los cuerpos colegiados, como que fue diputada a la asamblea de Antioquia en el período de 1958-1960, hicieron posible una etapa de convivencia para la paz en Colombia. Volvió a la Asamblea de Antioquia en los períodos de 1960-1962; 1964-1966 y de 1982 a 1984. Fue cofundadora de la Asociación Cristiana Femenina en 1978. Fue subsecretaria de Educación departamental durante la administración de René Uribe Ferrer en 1970. En el campo educativo fue una mujer particularmente muy activa. Se dedicó a muchas obras sociales en Antioquia: hogares juveniles, escuelas, casas de ancianos, indígenas, niños pobres.

## Secuestro y asesinato
Fue secuestrada por el Frente 34 de las Fuerzas Armadas Revolucionarias de Colombia (FARC-EP) con la colaboración del grupo disidente del Ejército Popular de Liberación el 24 de mayo de 1991, en una finca de su propiedad. Tras unos días de ser secuestrada, fue asesinada y decapitada posteriormente. Fue dejada en una zona del Nutibara del Frontino el 25 de junio de 1991. Sus hijos Félix y Bernardo también fueron asesinados.

## Homenajes
Se han creado varias instituciones educativas en Antioquia con su nombre, un Centro Cultural y una Organización popular de vivienda en Frontino. Los paramilitares usaron su nombre para uno de sus Frentes del Bloque Elmer Cárdenas de las AUC.